# Il mio nuovo strano fidanzato
Il mio nuovo strano fidanzato (Seres queridos) è un film del 2004 diretto da Dominic Harari e Teresa Pelegri.

## Trama
Leni Dali, giornalista televisiva, e Rafi, professore universitario, sono una coppia male assortita ma affiatata. Il vero problema fra i due è rappresentato dal fatto che lei è ebrea e lui palestinese. Infatti la famiglia di Leni è molto particolare da quel punto di vista: il nonno cieco Dudu va in giro per casa vantandosi di aver ucciso degli arabi; David, fratello adolescente di Leni, è un ebreo ortodosso ed estremista; Tania, promiscua sorella di Leni lavora come stripteaser e ha una figlia di sei anni, Paula, che gioca con un cuscino a far finta di essere incinta; infine il padre di Leni, Ernesto, tradisce la moglie Gloria, che nel frattempo è diventata ipersensibile. Leni porterà Rafi ad una cena a casa sua, ma i due dovranno fare fronte a diverse situazioni tragicomiche con la famiglia Dali...